# Semana Internacional de Cine de Valladolid 2014
La 59.ª edición de la Semana Internacional de Cine de Valladolid tuvo lugar entre el 18 y el 25 de octubre de 2014.

## Secciones y ciclos

### Sección Oficial
Los largometrajes y cortometrajes que participaron en la sección oficial fueron los siguientes:
Largometrajes
- Deux jours, une nuit, de Jean-Pierre Dardenne y Luc Dardenne (inauguración),  Bélgica -  Francia
- Marie Heurtin, de Jean-Pierre Améris,  Francia
- Whiplash, de Damien Chazelle,  Estados Unidos
- Diplomatie, de Volker Schlöndorff,  Francia -  Alemania
- Lucifer, de Gust Van den Berghe,  Bélgica -  México
- Miss Julie, de Liv Ullmann,  Noruega -  Reino Unido -  Irlanda
- Kreuzweg, de Dietrich Brüggemann,  Alemania -  Francia
- The angriest man in Brooklyn, de Phil Alden Robinson (fuera de concurso),  Estados Unidos
- El arca de Noé, Adán Aliaga y David Valero,  España
- Gui lai, de Zhang Yimou,  China
- La tirisia, de Jorge Pérez Solano,  México
- Risse im beton, de Umut Dag,  Austria
- Mita tova, de Sharon Maymon y Tal Granit,  Alemania -  Israel
- Parkoló, de Bence Miklauzic,  Hungría
- Kuzu, de Kutluğ Ataman,  Turquía -  Alemania
- En du elsker, Pernille Fischer Christensen,  Dinamarca -  Suecia
- Rastres de sàndal, María Ripoll (fuera de concurso),  España
- What we did on our holiday, Guy Jenkin y Andy Hamilton,  Reino Unido
- Little feet, Alexandre Rockwell,  Estados Unidos
- Bon rétablissement!, Jean Becker (clausura),  Francia

Cortometrajes
- Berlin Troika, de Andrej Gontcharov,  Alemania
- Symphony nº 42, de Réka Bucsi,  Hungría
- La gran invención, de Fernando Trías de Bes,  España
- Black Tape, de Michelle Kranot y Uri Kranot,  Dinamarca
- El corredor, de  José Luis Montesinos,  España
- Fa, de Márton Vécsei,  Hungría
- Mit besten Grüssen, de Bernhard Wenger,  Alemania
- Lietus dienas, de Vladimir Leschiov,  Canadá -  Letonia
- Tornistan, de Ayçe Kartal,  Turquía
- Om du lämnar mig nu, de Maria Eriksson,  Suecia
- 12 minutes about peace, de Joost Jansen, Reinout Swinnen y Bram Van Rompaey, Boris Sverlow, Gerrit Bekers, Britt Raes y Bert van Haute, Joost Jansen y Thomas Ceulemans, Wendy Morris, Silvia Defrance, Marc James Roels y Emma de Swaef, Roman Klochkov, Joke van der Steen, Valère Lomm (fuera de concurso),  Bélgica
- Bad hunter, de Sahim Omar Kalifa,  Bélgica
- Kokoska, de Una Gunjak,  Alemania -  Croacia

### Tiempo de historia
Las producciones que participaron en esta sección fueron las siguientes:
Documentales
- smoKings, de Michele Fornasero,  Italia -  Suiza
- Once my mother, de Sophia Turkiewicz,  Australia
- Herfeh, Mostanadsaz, de Shirin Barghnavard, Firouzeh Khosrovani, Farahnaz Sharifi, Mina Keshavarz, Sepideh Abtahi, Sahar Salahshoor, Nahid Rezaei,  Irán
- 1980, de Iñaki Arteta,  España
- Planeta Asperger, de María Barroso y Ricardo de Gracia,  España
- Sitzfleisch, de Lisa Weber,  Austria
- Vendanges, de Paul Lacoste,  Francia
- Deti 404, de Askold Kurov y Pavel Loparev,  Rusia
- Remake, Remix, Rip-Off, de Cem Kaya,  Turquía -  Alemania
- Imperfect Harmony, de Carmen Cobos,  Países Bajos
- Food Chains, de Sanjay Rawal,  Estados Unidos
- Tepecik hayal okulu, de Güliz Sağlam,  Turquía
- Sacromonte, los sabios de la tribu, de Chus Gutiérrez,  España

Fuera de concurso
- Björk: Biophilia Live, de Nick Fenton y Peter Strickland,  Reino Unido
- Corpo a corpo, de Mario Brenta y Karine de Villers,  Italia -  Bélgica

### Punto de encuentro
Las producciones que participaron en esta sección fueron las siguientes:
Largometrajes
- At li layla, de Asaf Korman,  Israel
- Galore, de Rhys Graham,  Australia
- Vonarstraeti, de Baldvin Zophoníasson,  Islandia -  Suecia -  Finlandia -  República Checa
- Kauboji, de Tomislav Mršić,  Croacia
- Schimbare, de Álex Sampayo,  España
- 7, rue de la folie, de Jawad Rhalib,  Bélgica
- Kebab & Horoscope, de Grzegorz Jaroszuk,  Polonia
- Utóélet, de Virág Zomborácz,  Hungría
- Blue Lips, de Daniela De Carlo, Julieta Lima, Gustavo Lipsztein, Antonello Novellino, Nacho Ruipérez y Nobuo Shima,  España -  Argentina
- Villa Touma, de Suha Arraf
- Più buio di mezzanotte, de Sebastiano Riso,  Italia
- En el último trago, de Jack Zagha Kababie,  México
- Gözümün Nûru, de Hakkı Kurtuluş y Melik Saraçoğlu,  Turquía
- Trouw met mij, de Kadir Balci,  Bélgica
- Las horas contigo, de Catalina Aguilar Mastretta,  México

Cortometrajes
- Elohim yakar, de Erez Tadmor y Guy Nattiv,  Israel
- J’ai pas envie qu’on se quitte maintenant, de Joachim Cohen,  Francia
- Settling, de Emma McCann,  Reino Unido -  Francia
- De weg van alle vlees, de Deben Van Dam,  Bélgica
- Border Patrol, de Peter Baumann,  Alemania
- Forever Over, de Erik Schmitt,  Alemania
- Père, de Lotfi Achour,  Túnez -  Francia
- Decorations, de Mari Miyazawa,  Japón
- Bir Fincan Türk Kahvesi, de Nazlı Eda Noyan y Dağhan Celayir,  Turquía
- Dernière formalité, de Stéphane Everaert,  Bélgica
- Stuffed, de Warwick Young,  Australia

La noche del corto español
- A perro flaco, de Laura Ferrés.
- Café para llevar, de Patricia Font.
- Ford Escort, de Estel Díaz.
- La buena fe, de Begoña Soler.
- No digas nada, de Silvia Abascal.
- Tu o yo, de Javier Marco.

### La década dorada del cine turco (2004-2014). The Turks Are Coming!
Se proyectaron 18 largometrajes realizados en Turquía:
- Aşk Tesadüfleri Sever, de Ömer Faruk Sorak.
- Çoğunluk, de Seren Yüce.
- Kelebeğin Rüyası, de Yılmaz Erdoğan.
- Sonbahar, de Özcan Alper.
- Sen Aydınlatırsın Geceyi, de Onur Ünlü.
- Ben O Değilim, de Tayfun Pirselimoğlu.
- Jîn, de Reha Erdem.
- İki Dil, Bir Bavul, de Orhan Eskiköy y Özgür Doğan.
- Beynelmilel, de Sırrı Süreyya Önder y Muharrem Gülmez.
- 11’e 10 kala, de Pelin Esmer.
- Kader, de Zeki Demirkubuz.
- Meryem, de Atalay Taşdiken.
- Tepenin Ardı, de Emin Alper.
- Tatil Kitabı, de Seyfi Teoman.
- Uzak İhtimal, de Mahmut Fazıl Çoşkun.
- Takva, de Özer Kızıltan.
- Yazı Tura, de Uğur Yücel.
- Siyah Beyaz, de Ahmet Boyacıoğlu.

### Castilla y León en largo
Se proyectaron cinco largometrajes:
- La extraña elección, de Carmen Comadrán.
- Cenizas, de Carlos Balbuena.
- La pantalla herida, de Luis María Ferrández.
- Misión: Sahara, de Arturo Dueñas.
- Eighteam, de Juan Rodríguez-Briso.

### Castilla y León en corto
Se proyectaron siete cortometrajes:
- Time after time, de Pablo Silva González y Peris Romano.
- Safari, de Gerardo Herrero.
- New York Buba, de Rubén Cuñarro y Julio Arenas.
- Cristales, de Juan Ferro.
- Cinema Roxy, de Álvaro Martín.
- A2042, de David Castro González.
- 24, de Eduardo Margareto.

### Spanish Cinema
Las producciones que participaron en esta sección fueron las siguientes:
- Dioses y perros, de David Marqués y Rafa Montesinos.
- 10.000 Km, de Carlos Marques-Marcet.
- Amor en su punto, de Teresa Pelegri y Dominic Harari.
- La jaula de oro, de Diego Quemada-Díez.
- Stella cadente, de Lluís Miñarro.
- Hermosa juventud, de Jaime Rosales.
- Open Windows, de Nacho Vigalondo.
- Sobre la marxa (El inventor de la selva), de Jordi Morató.
- Tots els camins de déu, de Gemma Ferraté.
- Ärtico, de Gabri Velázquez.
- Paradiso, de Omar A. Razzak.
- Mi otro yo, de Isabel Coixet.
- Otel.lo, de Hammudi Al-Rahmoun Font.
- Marsella, de Belén Macías.
- Todos están muertos, de Beatriz Sanchís.
- Carmina y amén, de Paco León.

### Ermanno Olmi, más vivo que nunca
Las producciones que se proyectaron fueron las siguientes:
- Il posto, de Ermanno Olmi,  Italia
- L’albero degli zoccoli, de Ermanno Olmi,  Italia
- Vermisat, de Mario Brenta,  Italia
- Robinson in laguna, de Mario Brenta,  Italia
- Barnabo delle montagne, de Mario Brenta,  Italia -  Francia -  Suiza
- Osolemio. Autoritratto italiano, de Colectivo Ipotesi Cinema,  Italia
- Calle de la Pietà, de Mario Brenta y Karine de Villers,  Italia -  Bélgica
- Voci nel buio, de Rodolfo Bisatti,  Italia -  Eslovenia

### Bong Joon Ho
Se proyectaron trece producciones relacionadas con Bong Joon Ho:
- Cure, de Kiyoshi Kurosawa,  Japón
- Onibaba, de Kaneto Shindô,  Japón
- Madeo (b/n), de Bong Joon Ho,  Corea del Sur
- Le Salaire de la peur, de Henri-Georges Clouzot,  Francia -  Italia
- Salin-ui Chueok, de Bong Joon Ho,  Corea del Sur
- Peullandaseui Gae, de Bong Joon Ho,  Corea del Sur
- Madeo, de Bong Joon Ho,  Corea del Sur
- Snowpiercer, de Bong Joon Ho,  Corea del Sur -  República Checa -  Estados Unidos -  Francia
- Akai satsui, Shôhei Imamura,  Japón
- Goe-mool, de Bong Joon Ho,  Corea del Sur
- Profundo carmesí, Arturo Ripstein,  México -  Francia -  España
- Hwanyeo, de Kim Ki-young,  Corea del Sur
- Tokyo!, Michel Gondry, Leos Carax y Bong Joon Ho,  Japón -  Corea del Sur -  Alemania -  Francia

### La Primera Guerra Mundial y el cine: el Proyecto EFG1914
Se ofrecieron las siguientes proyecciones durante cinco sesiones distintas:
Sesión 1
- Casques du docteur Pollack en acier dur au manganèse, 1917,  Francia
- With the Russian Army, 1916,  Francia
- Oesel genommen, 1917,  Alemania
- Dans les ajoncs du Vardar, 1916,  Francia
- Fabrication des munitions et du matèriel de guerre, 1916,  Reino Unido
- Guerra sulle Alpi, 1916,  Italia
- Het Begin Van Den Wereldoorlog, 1924,  Países Bajos -  Estados Unidos
- Kinonedelja nº 32, 1919,  Rusia
- Kino-Kriegsschau NR. 14., 1914,  Alemania
- Unidentified german film about aerial warfare containing footage from WWI,  Alemania

Sesión 2
- Et luftangreb paa Padua, 1917,  Italia
- Bruxelles fête ses combattants, 1918,  Bélgica
- Nansen og Hungersnøden, 1922
- Vindobona moritura, 1919,  Países Bajos
- La reéducation professionnelle des mutilés de la guerre en France, 1917,  Francia
- Návrat legionářů z Francie,  República Checa
- Návrat z Mírové Konference, 1919,  República Checa

Sesión 3
- Reklame op straat, 1917,  Países Bajos
- Bellevue Nordstrand: 20 oktober 1918, 1918,  Noruega
- Boda elegante, 1918,  España
- Hvalfangst, landstasjon, ca. 1915, 1915,  Noruega
- Artiestenzomerfeest, 1916,  Países Bajos
- Ijsfeest te Gouda, 1917,  Países Bajos
- Mooi Holland, 1917,  Países Bajos
- Mädi macht krieg, 1917,  Alemania
- Madrid, las tardes del Retiro, 1915,  España
- Grube Cecilie, 1917,  Alemania
- Primera comunión de la niña Ester del Fresno, 1914,  España
- Gudbrandsdalen og Stevne på Lillehammer, 1916,  Noruega
- Women’s Royal Air Force, 1918,  Reino Unido
- Resistere!, 1918,  Italia

Sesión 4
- Llanes 1917, 1917,  España
- Las patatas fritas, 1916,  España
- La catástrofe de Aguilón, 1914,  España
- Escritores y artistas españoles, 1920,  España
- Documento de actualidad, 1911,  España
- Calatayud en fiestas, 1914,  España
- Botadura del acorazado Alfonso XIII, 1913,  España
- Automóvil a hélice, 1913,  España
- Apertura de las cortes, 1917,  España
- Alagón, 1918,  España
- Logroño. Sus panoramas y bellezas, 1914,  España
- Madrid. Alfonso XIII, 1918,  España

Sesión 5
- Pasionaria, 1915,  España
- Sanz y el secreto de su arte, 1918,  España

### ECAM + ESCAC
Se proyectaron 15 cortometrajes realizados por los alumnos de la Escuela de Cinematografía y del Audiovisual de la Comunidad de Madrid y de la Escola Superior de Cinema i Audiovisuals de Catalunya:
- Ed, de Albert Mallol.
- Despertar, de Marta Medina del Valle.
- Con la boca cerrada, de Anna Farré Añó.
- Casting, de Dani Mena.
- Campanadas, de Simón García-Miñaúr.
- Bárbara, de Santiago Esperón.
- 10 Miles to Bisbee, de Oriol Rigata.
- Ford Escort, de Estel Díaz.
- Martes y sombras, de Sergio Diez.
- Niña, de Nacho A. Villar.
- Oscillation, de Dídac Gimeno.
- Pueblo, de María Pardo.
- Pulsión Sangrienta, de Gerard Tusquellas.
- Réplica, de Lucien Burckel de Tell.
- Sagnant, de Tatiana Dunyó.

### Cine&Vino
Se proyectaron tres largometrajes:
- Bottle Shock, de Randall Miller,  Estados Unidos
- Vendanges, de Paul Lacoste,  Francia
- Somm, de Jason Wise,  Estados Unidos

### Seminci Joven
Participaron las siguientes proyecciones:
- Les Héritiers, de Marie-Castille Mention-Schaar,  Francia
- Galore, de Rhys Graham,  Australia
- Risse im beton, de Umut Dag,  Austria
- Kuzu, de Kutluğ Ataman,  Turquía -  Alemania
- What we did on our holiday, Guy Jenkin y Andy Hamilton,  Reino Unido

### Miniminci
Se proyectaron cinco largometrajes:
- La fórmula del doctor Funes, de José Buil,  México
- The games maker, de Juan Pablo Buscarini,  Argentina -  Canadá -  Italia -  Colombia
- SeeFood, de Goh Aun Hoe,  Malasia
- Ernest & Célestine, de Benjamin Renner, Vincent Patar y Stéphane Aubier,  Francia
- Dixie y la rebelión zombi, de Ricardo Ramón y Beñat Beitia,  España

### DOC. España
Se proyectaron los siguientes documentales:
- El viaje de las reinas, de Patricia Roda.
- El taller, de Víctor Hugo Martín Caballero.
- El heredero de Liszt, de Natalie Johanna Halla.
- Memoria viva, de Antonio J. García de Quirós Rodríguez.
- A viaxe de Leslie, de Marcos Nine.
- De aliados a masacrados. Los últimos de Filipinas, de Ramón Vilaró.
- Aragón rodado, de Vicky Calavia.

### Proyecciones especiales
Se proyectaron tres largometrajes fuera de concurso así como cinco cortometrajes de Castilla y León:
Largometrajes
- Les Héritiers, de Marie-Castille Mention-Schaar,  Francia
- The front page, de Billy Wilder,  Estados Unidos
- Blancanieves, de Pablo Berger,  España

Cortometrajes
- A2042, de David Castro González.
- Ensayo fílmico sobre Padre Bernardo, de Alberto Taibo.
- Estocolmo, de Álvaro Martín.
- La parada, de Lino Varela Cerviño.
- Time after time, de Pablo Silva González y Peris Romano.

## Jurados
El certamen contó con los siguientes jurados: Punto de Encuentro, Tiempo de Historia, Castilla y León en corto, FIPRESCI, Jurado Joven Sección Oficial, Jurado Joven Punto de Encuentro y Jurado Internacional.
Jurado Internacional
- Yvonne Blake
- Bong Hoon Ho
- Ahmet Boyacıoglu
- Laurence Kardish
- Alexandra Stewart
- Eduardo Rossoff

Jurado Punto de Encuentro
- Paula Astorga
- Javier Rebollo
- Basak Emre

Jurado Tiempo de Historia
- Julia Ivanova
- Dileep Padgaonkar
- Giovanna Ribes

Jurado Castilla y León en corto
- Juan Carrascal-Ynigo
- Maite Conesa
- Eliseo de Pablos

Jurado FIPRESCI
- Senem Erdine
- Anders E. Larsson
- Eva Peydró

Jurado Joven Sección Oficial
- Álvaro Alonso Alcalde
- Javier Chávez Muñoz
- Raúl Enjuto Serrada
- Jaime Quintana Vega
- Clara Santaolaya Cesteros

Jurado Joven Punto de Encuentro
- Rebeca Caballero Pérez
- Víctor Martínez Martínez
- David Matos García
- Irene Pesos González
- Ainhoa Zabaleta Leal

## Palmarés
El palmarés de esta edición fue el siguiente:

### Sección Oficial
- Espiga de Oro Largometraje: La fiesta de despedida, de Sharon Maymon y Tal Granit,  Alemania -  Israel.
- Premio 'Miguel Delibes' al Mejor Guion: Kutluğ Ataman, por El corderito,  Turquía -  Alemania.
- Espiga de Plata Largometraje: Camino de la cruz, de Dietrich Brüggemann,  Alemania -  Francia.
- Premio 'Pilar Miró' al Mejor Nuevo Director: Damien Chazelle, por Whiplash,  Estados Unidos.
- Premio al Mejor Director: Volker Schlöndorff, por Diplomacia,  Francia -  Alemania.
- Premio al Mejor Actor: Niels Arestrup, por Diplomacia,  Francia -  Alemania.
- Premio a la Mejor Actriz: Levana Finkelshtein y Aliza Rozen, por La fiesta de despedida,  Alemania -  Israel.
- Premio a la Mejor Dirección de Fotografía: Feza Caldiran, por El corderito,  Turquía -  Alemania.
- Premio EFA Short Film Nominee Valladolid: El corredor, de José Luis Montesinos,  España.
- Espiga de Oro Cortometraje: Sinfonía nº 42, de Réka Bucsi,  Hungría.
- Espiga de Plata Cortometraje: Mal cazador, de Sahim Omar Kalifa,  Bélgica.
- Premio del Público Sección Oficial: Nuestro último verano en Escocia, de Guy Jenkin y Andy Hamilton,  Reino Unido.
- Premio Jurado Joven Sección Oficial: Camino de la cruz, de Dietrich Brüggemann,  Alemania -  Francia.

### Punto de Encuentro
- Mejor Largometraje Punto de Encuentro: El más allá, de Virág Zomborácz,  Hungría.
- Mejor Cortometraje Extranjero Punto de Encuentro: Una taza de café turco, de Nazlı Eda Noyan y Dağhan Celayir,  Turquía.
- Premio 'La noche del corto Español': La buena fe, de Begoña Soler,  España.
- Mención Especial Punto de Encuentro: Gözümün Nûru, de Hakkı Kurtuluş y Melik Saraçoğlu,  Turquía -  Francia.
- Premio del Público Punto de Encuentro: En el último trago, de Jack Zagha Kababie,  México.
- Premio Jurado Joven Punto de Encuentro: Más oscuro que la medianoche, de Sebastiano Riso,  Italia.

### Tiempo de Historia
- Primer Premio Tiempo de Historia: Sacromonte, los sabios de la tribu, de Chus Gutiérrez,  España.
- Segundo Premio Tiempo de Historia: Érase una vez mi madre, de Sophia Turkiewicz,  Australia.
- Mención Especial: Planeta Asperger, de María Barroso y Ricardo de Gracia,  España.

### Castilla y León
- Premio Castilla y León en Corto: Safari, de Gerardo Herrero,  España.

### Otros
- Premio Seminci joven: Les Héritiers, de Marie-Castille Mention-Schaar,  Francia.